# Hypercompsa anolaima
Hypercompsa anolaima är en kackerlacksart som beskrevs av Morgan Hebard 1921. Hypercompsa anolaima ingår i släktet Hypercompsa och familjen Polyphagidae.
Artens utbredningsområde är Colombia. Inga underarter finns listade i Catalogue of Life.